# Annemarie Ohler
Annemarie Ohler, née en 1960, est une herpétologiste autrichienne, professeur au Muséum national d'histoire naturelle de Paris.

## Quelques taxons décrits
- Allopaa Ohler & Dubois, 2006
- Aubria masako Ohler & Kazadi, 1990
- Chrysopaa Ohler & Dubois, 2006
- Cyrtodactylus buchardi David, Teynié & Ohler, 2004
- Fejervarya iskandari Veith, Kosuch, Ohler & Dubois, 2001
- Fejervarya sahyadris (Dubois, Ohler & Biju, 2001)
- Gracixalus Delorme, Dubois, Grosjean & Ohler, 2005
- Hylarana faber (Ohler, Swan & Daltry, 2002)
- Lankanectes Dubois & Ohler, 2001
- Leptobrachium buchardi Ohler, Teynié & David, 2004
- Leptodactylodon blanci Ohler, 1999
- Leptolalax pluvialis Ohler, Marquis, Swan & Grosjean, 2000
- Micrixalidae Dubois, Ohler & Biju, 2001
- Nanorana rarica (Dubois, Matsui & Ohler, 2001)
- Ophryophryne gerti Ohler, 2003
- Ophryophryne hansi Ohler, 2003
- Philautus cardamonus Ohler, Swan & Daltry, 2002
- Ptychadena pujoli Lamotte & Ohler, 1997
- Rhacophorus duboisi Ohler, Marquis, Swan & Grosjean, 2000
- Rhacophorus kio Ohler & Delorme, 2006
- Rhacophorus laoshan Mo, Jiang, Xie & Ohler, 2008
- Rhacophorus suffry Bordoloi, Bortamuli & Ohler, 2007
- Xenophrys auralensis (Ohler, Swan & Daltry, 2002)